# Pterois sphex
Pterois sphex är en fiskart som beskrevs av Jordan och Evermann, 1903. Pterois sphex ingår i släktet Pterois och familjen Scorpaenidae. Inga underarter finns listade i Catalogue of Life.